# Callistoctopus rapanui
Callistoctopus rapanui is een inktvissensoort uit de familie van de Octopodidae. De wetenschappelijke naam van de soort werd voor het eerst geldig gepubliceerd in 1979 door Voss als Octopus rapanui.